# سالفاتوري مارغريتا
سالفاتوري مارغريتا (بالإيطالية: Salvatore Margarita)‏ (29 أبريل 1990 بمادالوني في إيطاليا - ) هو لاعب كرة قدم إيطالي في مركز الوسط. لعب مع نادي أسكولي ونادي فينيزيا وسورينتو كالتشيو ‏ وLupa Roma FC ‏ ولانشانو كالتشيو 1920 ‏.

## وصلات خارجية
- سالفاتوري مارغريتا على موقع قاعدة بيانات كرة القدم.إي يو (الإنجليزية)